# 시리아 대통령
시리아 아랍 공화국 대통령(아랍어: السورية رئيس الجمهورية العربية)은 시리아의 국가 원수이다.

## 시리아 국가원수 목록
| 대 | 사진 | 이름                      | 임기            | 임기   | 직위        | 정당   |
| 대 | 사진 | 이름                      | 취임일          | 퇴임일 | 직위        | 정당   |
| -- | ---- | ------------------------- | --------------- | ------ | ----------- | ------ |
| -  |      | 아흐마드 알샤라 (1982 ~ ) | 2025년 1월 29일 |        | 임시 대통령 | 무소속 |

## 구 시리아 아랍 공화국 국가 원수
| 시리아 공화국                                                              |      |      |                                                          |                                         |                 |                                                          |                                           |
| 번                                                                         | 대   | 사진 | 이름                                                     | 임기                                    | 임기            | 선거                                                     | 정당                                      |
| 번                                                                         | 대   | 사진 | 이름                                                     | 취임일                                  | 퇴임일          | 선거                                                     | 정당                                      |
| 1                                                                          | 1    |      | 슈크리 알콰틀리 (1891 ~ 1967.6.30) شكري القوتلي          | 1946년 4월 17일 (취임: 1943년 8월 17일) | 1949년 3월 30일 |                                                          | 국민 연합 ↓ 국민당                        |
| 2                                                                          | 2    |      | 후스니 알자임 (1897 ~ 1949.8.14) حسني الزعيم             | 1949년 3월 30일                         | 1949년 8월 14일 | 1949년 대선 - 99.4% 726,116표                            | 시리아 사회민족당                         |
| -                                                                          | -    |      | 사미 알히나위 (1898 ~ 1950.10.31) سامي الحناوي           | 1949년 8월 14일                         | 1949년 8월 15일 | 1949년 2차 군사 쿠데타 군최고위원회 의장                 |                                           |
| 3                                                                          | 3    |      | 하심 알아타시 (1875 ~ 1960.12.5) هاشم الأتاسي            | 1949년 8월 15일                         | 1951년 12월 2일 |                                                          | 국민당                                    |
| -                                                                          | -    |      | 아디브 시샤클리 (1909 ~ 1964.9.27) أديب الشيشكلي         | 1951년 12월 2일                         | 1951년 12월 3일 | 군최고위원회 의장                                        | 시리아 사회민족당                         |
| 4                                                                          | 4    |      | 파우지 셀루 (1905 ~ 1972) فوزي السلو                     | 1951년 12월 3일                         | 1953년 7월 11일 | 1951년 군최고위원회 의장 지명                            |                                           |
| 5                                                                          | 5    |      | 아디브 시샤클리 (1909 ~ 1964.9.27) أديب الشيشكلي         | 1953년 7월 11일                         | 1954년 2월 25일 | 1953년 대선 - 99.7% 861,910표                            | 아랍 해방 운동                            |
| -                                                                          | 대행 |      | 마문 알쿠즈바리 (1914 ~ 1998) مأمون الكزبري              | 1954년 2월 25일                         | 1954년 2월 28일 | 대통령 직무 대행 (부통령)                                | 무소속                                    |
| 6                                                                          | 6    |      | 하심 알아타시 (1875 ~ 1960.12.5) هاشم الأتاسي            | 1954년 2월 28일                         | 1955년 9월 6일  |                                                          | 국민당                                    |
| 7                                                                          | 7    |      | 슈크리 알콰틀리 (1891 ~ 1967.6.30) شكري القوتلي          | 1955년 9월 6일                          | 1958년 2월 22일 |                                                          | 국민당                                    |
| 아랍 연합 공화국                                                           |      |      |                                                          |                                         |                 |                                                          |                                           |
| -                                                                          | -    |      | 가말 압델 나세르 (1918.1.15 ~ 1970.9.28) جمال عبد الناصر | 1958년 2월 22일                         | 1961년 9월 29일 | 아랍 연합 공화국 대통령 1958년 대선 - 99.99% 1,312,808표 | 무소속 (이집트 내 정치단체 국가연합 소속) |
| 쿠데타로 압둘 알카림 알나흐라위가 최고 지도자 (1961년 9월 28일 ~ 9월 29일) |      |      |                                                          |                                         |                 |                                                          |                                           |

1961년 9월 29일 아랍 연합 공화국에서 독립한 후 1961년 11월 15일 6개월 간 임시헌법(전 8조)을 공포하였다. 1964년 4월 25일 임시 헌법이 새로 제정되었고, 1969년 5월 1일 임시 헌법이 다시 제정되었다.
1973년 3월 13일 신헌법이 제정되었다.
1973년 1월 31일 국민투표로 채택된 헌법에 따르면 시리아는 사회주의 계획경제와 인민 사회주의 이념을 표방하는 이원집정부제 공화국으로, 대통령의 임기는 7년 중임제로 무제한 중임이 가능하다. 대통령 입후보자격은 무슬림이어야 하며, 인민평의회에서 재적 의원 2/3 이상 득표로 지명된다. 대통령 선거에서 국민 투표에서 51% 이상 득표함으로 선출되며, 대통령은 총리 및 각료 임명권, 헌법상 3군 총사령관 및 바트당 서기장을 겸직한다.
2000년 6월 10일 시리아 의회는 특별회의를 소집, 헌법 제83조를 개정하여 34세 이상이면 대통령 출마가 가능하도록 수정(기존 40세 이상)하였다.
| 대                                                                                        | 사진                                                                      | 이름                                                 | 임기             | 임기                    | 직위                             | 선출 방식                      | 정당   |
| 대                                                                                        | 사진                                                                      | 이름                                                 | 취임일           | 퇴임일                  | 직위                             | 선출 방식                      | 정당   |
| ----------------------------------------------------------------------------------------- | ------------------------------------------------------------------------- | ---------------------------------------------------- | ---------------- | ----------------------- | -------------------------------- | ------------------------------ | ------ |
| -                                                                                         |                                                                           | 마문 알쿠즈바리 (1914 ~ 1998) مأمون الكزبري          | 1961년 9월 29일  | 1961년 11월 21일 (사임) | 총리 (외교장관 및 국방장관 겸임) | 군최고아랍혁명사령부 지명      | 무소속 |
| -                                                                                         |                                                                           | 이자트 알누스 (1900 ~ 1972) Izzat al-Nuss            | 1961년 11월 21일 | 1961년 12월 14일        | 대통령 대행                      | 총리                           | 무소속 |
| 1                                                                                         |                                                                           | 나짐 알쿠드시 (1906.2.14 ~ 1998.2.6) ناظم القدسي     | 1961년 12월 14일 | 1962년 3월 28일 (사임)  | 대통령                           | 의회 선출                      | 인민당 |
| 1                                                                                         | 쿠데타로 압둘 알카림 알나흐라위가 최고 지도자 (1962년 3월 28일 ~ 4월 1일) | 나짐 알쿠드시 (1906.2.14 ~ 1998.2.6) ناظم القدسي     |                  |                         |                                  |                                |        |
| 1                                                                                         | 압둘 알카림 자레딘 군 총사령관이 최고 지도자 (1962년 4월 1일 ~ 4월 13일)  | 나짐 알쿠드시 (1906.2.14 ~ 1998.2.6) ناظم القدسي     |                  |                         |                                  |                                |        |
| 1                                                                                         | 1962년 4월 13일                                                           | 나짐 알쿠드시 (1906.2.14 ~ 1998.2.6) ناظم القدسي     | 1963년 3월 8일   | 대통령 복귀             | 시리아 군 재지명                 | 인민당                         |        |
| 쿠데타로 지아드 하리리가 최고 지도자 (1963년 3월 8일 ~ 3월 9일)                           |                                                                           |                                                      |                  |                         |                                  |                                |        |
| -                                                                                         |                                                                           | 루아이 알아타시 (1926 ~ 2003.11) لؤي الأتاسي         | 1963년 3월 9일   | 1963년 7월 27일 (사임)  | 민족혁명회의 의장                | 1963년 혁명지휘국가위원회 지명 | 무소속 |
| -                                                                                         |                                                                           | 아민 알하피즈 (1921 경 ~ 2009.12.17) أمين الحافظ     | 1963년 7월 27일  | 1966년 2월 23일         | 민족혁명회의 의장                |                                | 바트당 |
| 쿠데타로 살라흐 자디드가 최고 지도자 (1966년 2월 23일 ~ 1970년 10월 16일)                 |                                                                           |                                                      |                  |                         |                                  |                                |        |
| -                                                                                         |                                                                           | 누레딘 알아타시 (1929 ~ 1992.12.3) نور الدين الأتاسي | 1966년 2월 25일  | 1970년 10월 16일 (사임) | 국가원수                         | 군부 지명                      | 바트당 |
| 쿠데타로 하페즈 알아사드 국방장관이 최고 지도자 (1970년 10월 16일 ~ 1970년 11월 13일)     |                                                                           |                                                      |                  |                         |                                  |                                |        |
| 쿠데타(2차)로 하페즈 알아사드 국방장관이 최고 지도자 (1970년 11월 13일 ~ 1971년 3월 13일) |                                                                           |                                                      |                  |                         |                                  |                                |        |
| -                                                                                         |                                                                           | 아마드 알하티브 (1933 ~ 1982) أحمد الخطيب            | 1970년 11월 18일 | 1971년 2월 22일 (사임)  | 국가원수                         | 군부 지명                      | 바트당 |

| 대 | 사진            | 이름                                                   | 임기            | 임기                              | 선거                            | 정당   |
| 대 | 사진            | 이름                                                   | 취임일          | 퇴임일                            | 선거                            | 정당   |
| -- | --------------- | ------------------------------------------------------ | --------------- | --------------------------------- | ------------------------------- | ------ |
| 2  |                 | 하페즈 알아사드 (1930.10.6 ~ 2000.6.10) حافظ الأسد     | 1971년 3월 14일 | 1978년                            | 1971년 대선 - 99.2% 1,919,609표 | 바트당 |
| 2  | 1978년          | 하페즈 알아사드 (1930.10.6 ~ 2000.6.10) حافظ الأسد     | 1985년 3월 12일 | 1978년 대선 - 99.9% 3,975,729표   |                                 | 바트당 |
| 2  | 1985년 3월 13일 | 하페즈 알아사드 (1930.10.6 ~ 2000.6.10) حافظ الأسد     | 1991년          | 1985년 대선 - 100% 6,200,428표    |                                 | 바트당 |
| 2  | 1991년          | 하페즈 알아사드 (1930.10.6 ~ 2000.6.10) حافظ الأسد     | 1999년          | 1991년 대선 - 99.99% 6,726,843표  |                                 | 바트당 |
| 2  | 1999년          | 하페즈 알아사드 (1930.10.6 ~ 2000.6.10) حافظ الأسد     | 2000년 6월 10일 | 1999년 대선 - 100% 8,960,011표    |                                 | 바트당 |
| -  |                 | 압둘 할림 하담 (1932.9.15 ~ 2020.3.31) عبد الحليم خدام | 2000년 6월 10일 | 2000년 7월 16일                   | 임시 대통령 (부통령)            | 바트당 |
| 3  |                 | 바샤르 알아사드 (1965.9.11 ~ ) بشار الأسد              | 2000년 7월 17일 | 2007년 7월 17일                   | 2000년 대선 - 99.7% 8,689,871표 | 바트당 |
| 3  | 2007년 7월 17일 | 바샤르 알아사드 (1965.9.11 ~ ) بشار الأسد              | 2014년 7월 17일 | 2007년 대선 - 99.82% 11,199,445표 |                                 | 바트당 |
| 3  | 2014년 7월 17일 | 바샤르 알아사드 (1965.9.11 ~ ) بشار الأسد              | 2021년 7월 17일 | 2014년 대선 - 88.7% 10,319,723표  |                                 | 바트당 |
| 3  | 2021년 7월 17일 | 바샤르 알아사드 (1965.9.11 ~ ) بشار الأسد              | 2024년 12월 8일 | 2021년 대선 - 95.19% 13,540,860표 |                                 | 바트당 |

## 같이 보기
- 시리아의 부통령
- 시리아의 총리
- 시리아의 의회 의장